# PlayStation Move
O PlayStation Move é um controlador de movimentos da família de consoles PlayStation. Anunciado na E3 de 2009, o PlayStation Move inicialmente foi criado para o uso no PlayStation 3, sua compatibilidade foi ampliada para o seu sucessor, o PlayStation 4, em 2013 e posteriormente em sua plataforma de realidade Virtual: o PlayStation VR, em 2016. O controle é uma resposta ao Wii, da Nintendo, e como concorrente principal tem o Kinect, utilizado no Xbox 360 (cujo sistema livra o jogador de quaisquer controladores). O Move usa sensores de acelerômetro e giroscópio para a detectar os movimentos e o acessório PlayStation Eye é utilizado para detectar a posição e captar os movimentos no PlayStation 3.
O PlayStation Move recebeu muitas críticas, sendo referidas alegadas semelhanças com o Wii Remote. Não obstante as diferentes visões associadas ao produto, a proposta da Sony consiste em fazer o controle com sensores de movimento mais preciso de todos e juntar todos os tipos de jogadores em um só console, não focando em nenhum gênero de jogo.

## Funcionamento

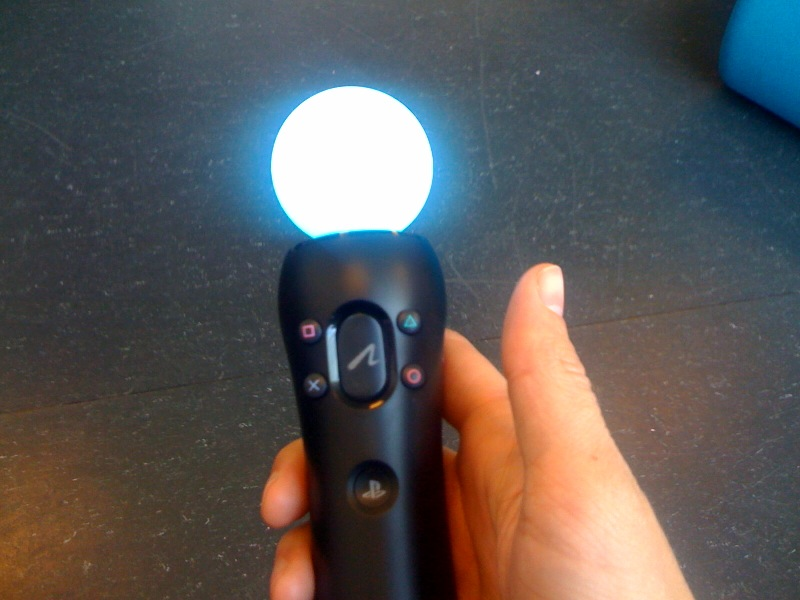
O controlador quando ligado

Com a esfera luminosa que o PlayStation Move tem, a câmera do PlayStation Eye capta os movimentos do controle, além dos movimentos corporais do jogador. A esfera capta a cor que não existe no ambiente e tem 360 cores diferentes. Além disso, o PlayStation Move possui um controle secundário chamado de Navigation Controller, sem sensores de movimento, que apenas auxilia a jogabilidade. Possui ainda um analógico, os botões X e O, um direcional, um botão para voltar para o menu principal e um botão traseiro.

## Navigation controller

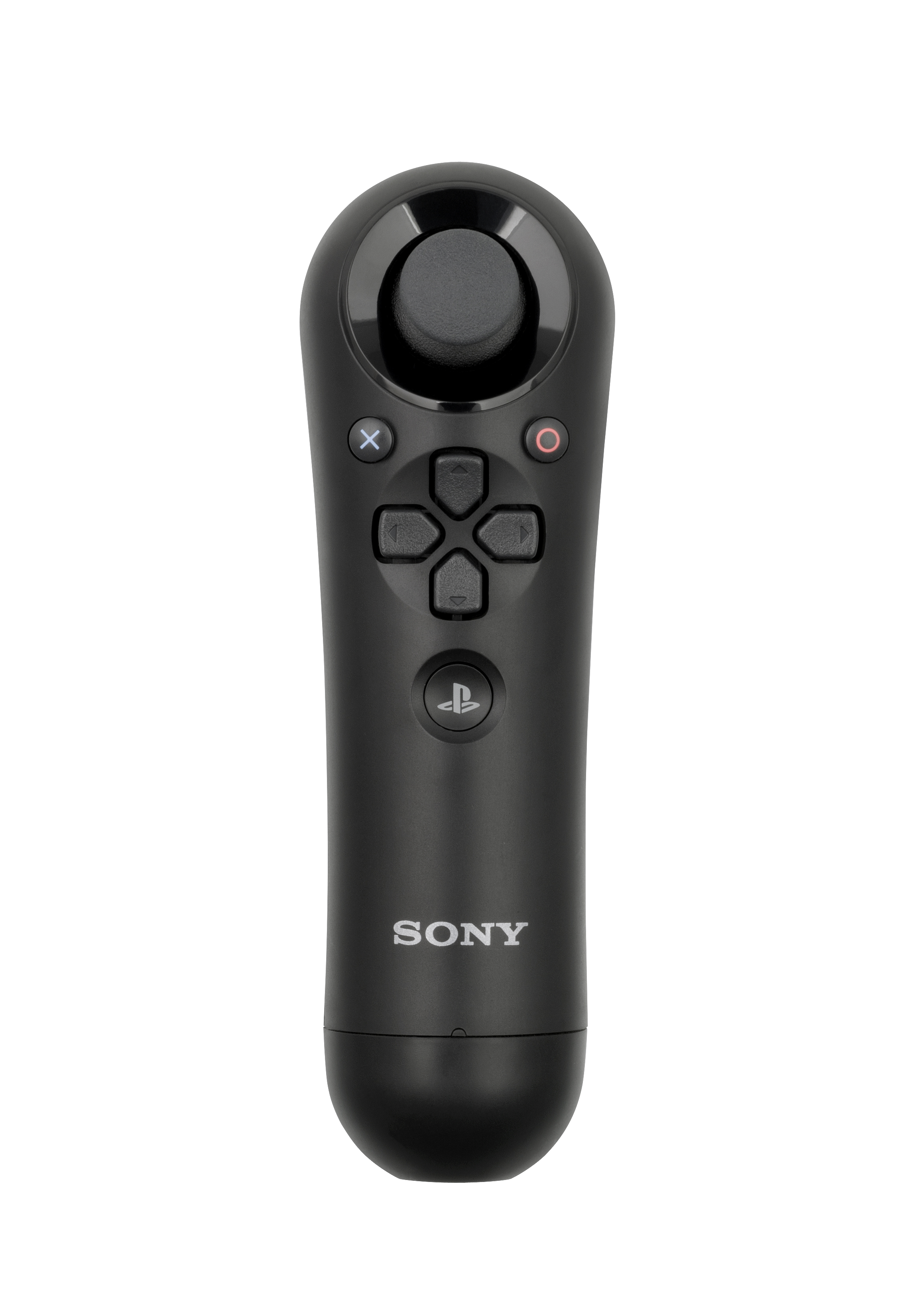
O Navigator controller

O Navigation Controller é um controle adicional projetado para ser utilizado junto com o PlayStation Move para alguns jogos, similar ao que o Nunchuk faz com o Wii Remote, o controle vem com uma alavanca analógica, um direcional digital, os gatilhos L1 e L2 e os botões X e O.

## Recepção
As críticas ao sistema foram muito variadas: vários críticos viram futuro no controle, como vários outros disseram que não passava de uma cópia.
Para Michael Pachter, o controle não passa de uma espécie de Wii HD, sem muitas inovações. Quando a Sony divulgou o PlayStation Move, a Nintendo declarou que o controle não passa de uma cópia invejosa do Wii Remote e alfinetou também o Kinect da Microsoft dizendo que é apenas uma forma melhorada na dashboard do Xbox 360. A produtora de Uncharted disse que o foco do jogo não é o PlayStation Move, mas que o mesmo podia marcar o início de uma nova franquia, dizendo também que via futuro no controlador, pois podia atrair jogadores da Wii, porque acredita que na rede da PlayStation®3, a PlayStation®Network, há muitos jogadores que possuem o console rival.
Mesmo com as críticas e com o potencial dos concorrentes, a Sony disse estar confiante com o controle. Recentemente, a Sony deu mais uma declaração e disse que o PlayStation 3 desde o início, foi focado no PlayStation Move.

## Revisão de hardware
A versão original do controle, contava com conector Mini USB e era compatível tanto com o PlayStation 3 quanto com o PlayStation 4 e PlayStation 5. Em 2017 a Sony lançou uma versão atualizada do controle, com conector Micro USB e mais capacidade de bateria (1900 contra 1350 mAh). A versão atualizada não é compatível com o PS3.